# (33969) 2000 NM13
2000 NM13 (asteroide 33969) é um asteroide da cintura principal. Possui uma excentricidade de 0.07320840 e uma inclinação de 22.05431º.
Este asteroide foi descoberto no dia 5 de julho de 2000 por LONEOS em Anderson Mesa.